# Glyphonycteris daviesi
Glyphonycteris daviesi — вид родини листконосові (Phyllostomidae), ссавець ряду лиликоподібні (Vespertilioniformes, seu Chiroptera).

## Середовище проживання
Країни поширення: Болівія, Бразилія, Колумбія, Коста-Рика, Еквадор, Французька Гвіана, Гаяна, Гондурас, Панама, Перу, Суринам, Тринідад і Тобаго, Венесуела. Відомий на висотах 0–300 м над рівнем моря. Ймовірно, обмежений зрілими, вічнозеленими лісами. 

## Звички
Лаштує сідала в дуплах дерев, іноді потрапляють в пастки встановлені над лісовими стежками. Полює на великих комах (таргани, бабки, коники), й іноді їсть фрукти.

## Загрози та охорона
Втрата первинних лісів, скорочення і фрагментація середовища проживання є локалізованими загрозами, але немає серйозних загроз у всьому діапазоні в даний час. Зустрічається у ряді природоохоронних територій по всьому ареалу.